# Jane Poupelet
Marie Marcelle Jane Poupelet (Clauzure, 19 april 1874 - Talence, 17 oktober 1932) was een Frans beeldend kunstenaar.

## Levensloop
Poupelet werd geboren in Clauzure, een gehucht van Saint-Paul-Lizonne. Haar vader was een jurist, voormalig onderprefect van Ruffec. Nadat haar vader een advocatenpraktijk begon in Bordeaux, verhuisde het gezin met vier kinderen in 1882 naar die stad. Poupelet liep school in Bordeaux maar bracht de vakanties door op het platteland in Clauzure. Ze werd als eerste vrouw ooit toegelaten tot de École des beaux-arts et des arts décoratifs in Bordeaux. Na een korte periode aan de Académie Julian werd ze een leerling van beeldhouwer Lucien Schnegg. Aan het begin van haar carrière werkte ze onder het mannelijke pseudoniem Simon de la Vergne. In 1904-1905 maakte ze een reis langs de Middellandse Zee waar ze onder de indruk kwam van de klassieke beeldhouwkunst. Ze werd in 1909 toegelaten tot de Société nationale des Beaux-arts. Poupelet werd het meest bekend met haar vrouwelijke naakten in klein formaat.
Na de start van de Eerste Wereldoorlog begon ze houten speelgoed te maken dat ze verkocht ten voordele van de oorlogsslachtoffers. In 1918 begon ze maskers te maken voor veteranen met verminkingen aan het aangezicht voor het Amerikaanse Rode Kruis. Na de oorlog begon ze terug te beeldhouwen, maar beperkte zich voortaan tot beelden van dieren. Ook legde ze zich toe op het tekenen. Ze werd vicevoorzitter van de Salon des Indépendants.
Poupelet overleed in 1932, vermoedelijk aan longkanker. Ze was een verstokte roker van sigaretten.

## Eerbewijs
Poupelet werd in 1928 onderscheiden in het Legioen van Eer.

## Galerij

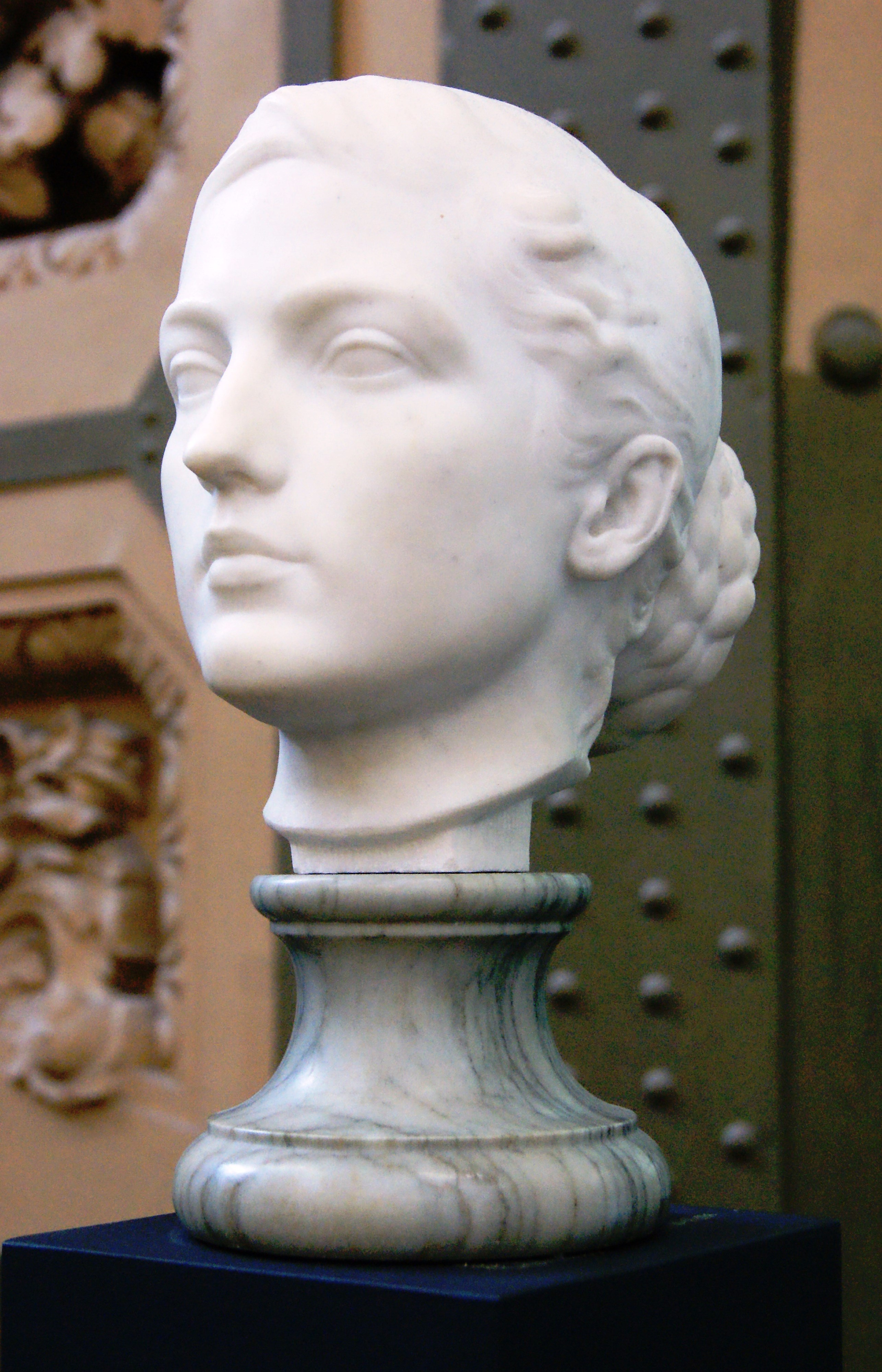
Jane Poupelet door Lucien Schnegg (1901, Musée d'Orsay)
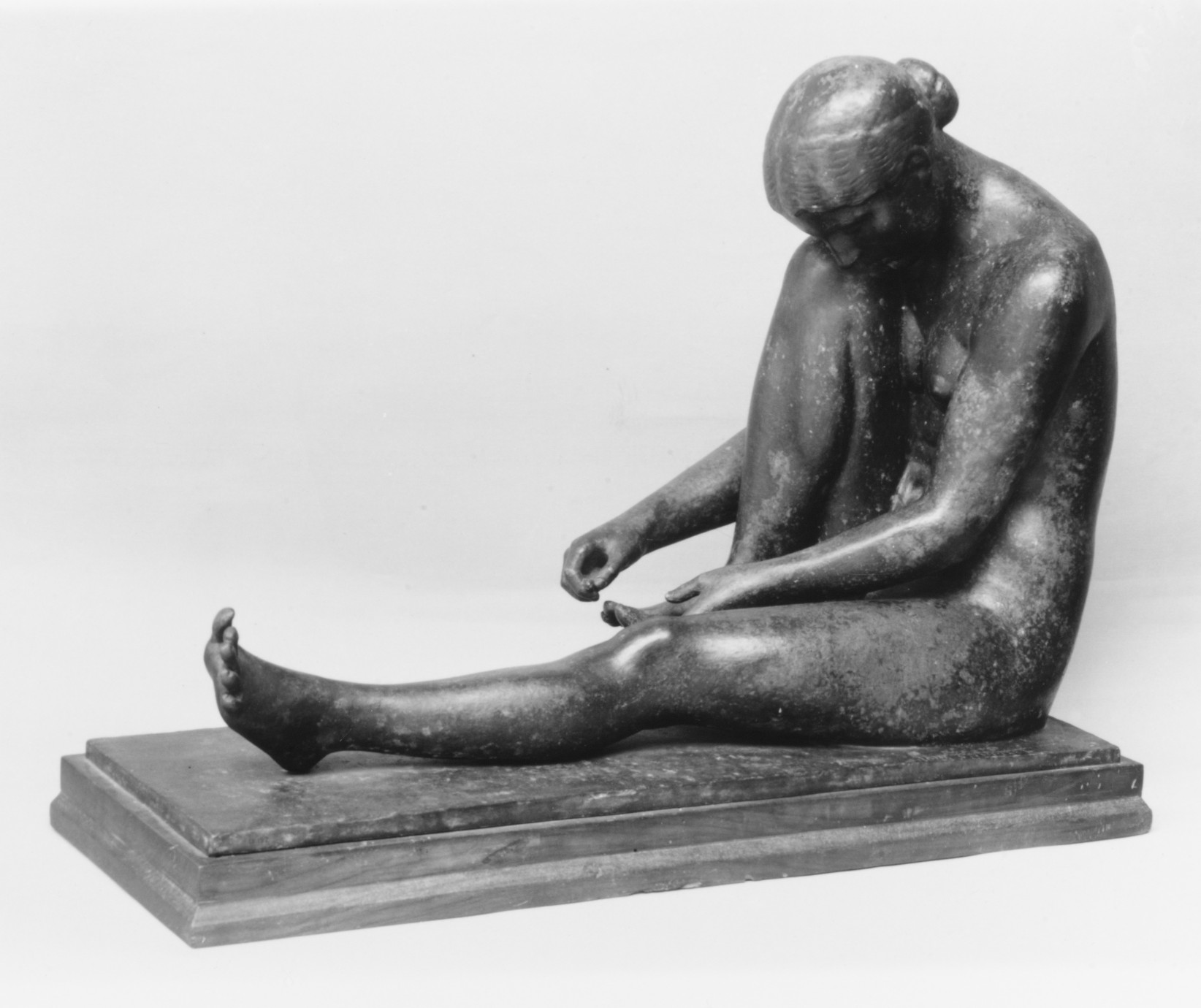
Woman at Her Toilet (1909, Metropolitan Museum of Art)
Slapende kat (Cleveland Museum of Art)
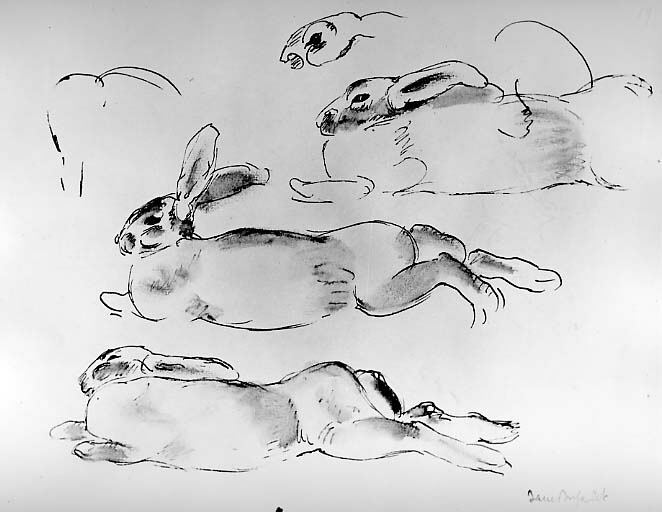
Konijnen (circa 1925, Metropolitan Museum of Art)